# Tita Secchi
Tita Secchi (Bologna, 16 giugno 1915 – Brescia, 16 settembre 1944) è stato un alpinista e partigiano italiano.

## Biografia
Nacque il 16 giugno 1915 a Bologna, dove i genitori, originari di Gottolengo, risiedettero per un paio di anni. Cresciuto a Brescia e profondamente bresciano, uomo sportivo e grande appassionato di alpinismo, dopo, l'8 settembre, aderì alle Brigate Verdi e con il suo gruppo S2 fece parte della Brigata Perlasca, operando sulle montagne bresciane tra la Val Trompia e la Val Sabbia.
Catturato il 26 agosto 1944 a seguito del rastrellamento operato dalle forze nazi-fasciste, in una zona alle pendici della Corna Blacca, fu detenuto prima ad Idro e poi trasferito nel carcere di Brescia. 
Dopo aver subito pesanti interrogatori, ebbe la possibilità di essere rilasciato dietro versamento di un'ingente somma da parte dei famigliari ma si rifiutò ponendo la condizione che venissero rilasciati i suoi compagni, "o tutti o nessuno" la sua risposta.
Fu fucilato con cinque compagni all'alba del 16 settembre 1944 nel cortile della caserma Ottaviani.
A lui è dedicato il Rifugio Tita Secchi nelle alpi bresciane.
A Tita Secchi sono dedicate inoltre la capanna di Cima Caldoline sul Monte Maniva e la Scuola Primaria di Botticino Mattina (BS).